# Narodni muzej Kostarike
Narodni muzej Kostarike (špansko Museo Nacional de Costa Rica) je narodni muzej Kostarike v prestolnici San José. Stoji na Calle 17, med osrednjo in drugo avenijo, Cuesta de Moras. Na sedanjo lokacijo se je preselil leta 1950. Muzej hrani narodni zaklad, kot je spomenik slave in je dom številnih zgodovinskih dogodkov in tragedij narodove preteklosti.
Ustanovljen je bil 4. maja 1887 s sporazumom št. 60 v času administracije predsednika Bernarda Sota Alfara z namenom, da državi zagotovi javno ustanovo za deponiranje, razvrščanje in proučevanje naravnih in umetniških izdelkov. Sedanja lokacija muzeja je stara kasarna Bellavista. Slednja je prešla v roke muzeja, ko je bila vojska kot stalna ustanova ukinjena.
Že od prvih let delovanja je bil muzej usmerjen v znanstvenoraziskovalno, izobraževalno, razstavno in varstveno kulturno in naravno dediščino. V njegovem izvoru med drugim izstopajo osebnosti, kot so Anastasio Alfaro, Henri Pittier, Pablo Biolley, José Cástulo Zeledón, Adolfo Tonduz, María Fernández de Tinoco in José Fidel Tristán.
V več kot stoletnem obstoju je zasedel štiri različne stavbe. Prve tri so že podrli.

## Vojašnica Bellavista
Zemljišče, kjer je danes Narodni muzej, je bilo sredi 19. stoletja namenjeno sajenju kave. Kasneje je pozdravil nemškega naravoslovca Alexandra von Frantziusa in nato, od leta 1877, kostariškega reformatorja izobraževanja Maura Fernándeza Acuña.
Nekaj let pozneje je država pridobila lastnino in leta 1917 se je začela gradnja vojašnice, ki se je pospešila zaradi državnega udara, ki ga je tistega leta vodil Federico Tinoco Granados. Leta 1919 je bil Tinoco strmoglavljen, zaradi česar se je gradnja leta 1923 ustavila. Dela so se znova začela in zaključila med upravo Don Cleta Gonzáleza Víqueza (1928 – 1932).
Vojašnica Bellavista je bila skladišče orožja in je bila uporabljena za vojaško usposabljanje nabornikov, kot so rokovanje z orožjem, taktika in disciplina; Poučevali so jih tudi o moralnih načelih.
1. decembra 1948 je prenehala delovati kot vojašnica, ko je bil sprejet odlok o ukinitvi vojske. Kasneje, ko je muzej leta 1950 prevzel prostor, so prostore pripravili za razstavne prostore.

## Oddelki
Predkolumbovska zgodovina

Več kot 800 predmetov, kot so konice puščic, posode, pokopi, ogrlice in drugi artefakti osebnega in obrednega okrasja iz materialov, kot so keramika, kamen, zlato, žad in kost; predstavljen je način življenja starih kultur. V kronološkem popotovanju, od 12 tisoč let pr. n. št. do prihoda Špancev, 1500 let, so opisane gospodarske, družbeno-politične in verske spremembe, ki so se zgodile v družbah, ki so naseljevale nacionalno ozemlje.
Avtohtono zlato

Ta soba prikazuje duhovno vizijo domorodnih ljudi za zlato in tehnike, ki so jih uporabljali pri izdelavi kosov. Razstavljene so upodobitve živali, miniaturne figure šamanov in predmeti osebnega odlikovanja.
Domovinska zgodovina

Predstavlja sintezo razvoja Kostarike od prihoda Špancev do danes. Fotografije, risbe in zgodovinski predmeti med drugim spominjajo na kolonialno dobo, neodvisnost, družbeni in gospodarski prispevek kave, banan in železnice.
Kolonialna hiša

Predstavljeni so prostori spalnice in jedilnice kolonialne hiše. Struktura izvira iz hiše v provinci Guanacaste.
Od vojašnice do muzeja

V tem prostoru so stare celice vojašnice z grafiti, ki so jih pisali zaporniki sami v 40. letih 20. stoletja, nahajajo se tudi kopalnice in sanitarije, ki so jih uporabljali vojaki.
Dom poveljnikov

Ti dve hiši sta sami po sebi razstava in rešujeta lepoto arhitekturne dediščine mesta San José. Zgrajene so bile od konca 19. stoletja do začetka 20. stoletja. V teh letih so jih zasedali za različne namene in večkrat posegli v njihovo prvotno arhitekturo. V času vojašnice Bellavista sta bila v njih naseljena prvi in drugi poveljnik. Obišče se lahko različna notranja okolja, ki imajo začasne razstave.
Začasne razstavne sobe

Narodni muzej ima tri prostore za občasne razstave, v katerih nastajajo projekti na različne teme, kot so slikarstvo, kiparstvo, zgodovina in biotska raznovrstnost, med drugim.

## Zbirke
Narodni muzej ima najrazličnejše zbirke, ki so rezultat raziskovalnih projektov in donacij.
Naravna zgodovina
- Nacionalni herbarij združuje 220.000 primerkov, vključno z glivami, lišaji, algami, mahovi, praprotnicami in višjimi rastlinami.
- Ornitološko zbirko sestavljajo kože, okostja, jajčeca in gnezda, ki skupaj štejejo približno 10.000 primerkov.
- V entomološki zbirki je več kot 19.000 primerkov dnevnih metuljev in več kot 12.000 primerkov drugih skupin, kot so troti, ose, muhe in stenice ter druge manj številčne skupine.
- Zbirka sesalcev vključuje kože in lobanje, samo kože in lobanje brez kože; Sestavljen je iz skoraj 2000 osebkov, ki predstavljajo 65 % kostariških sesalcev.
- Geološka zbirka združuje več kot 17.000 primerkov, vključno s fosili, kamninami, minerali in mehkužci.

Arheologija
- Zbirke s kontekstom: nastale so zaradi raziskav na tem področju, ki so jih izvajali domači in tuji znanstveniki. Vključuje celotne artefakte ter keramične in litične fragmente ali drobce; ostanki favne, flore (palme, fižol, koruza in trave), metalurgije (baker, zlato in gvanin) in človeški ostanki. Vključuje več kot 7500 škatel z materiali.
- Zbirke brez konteksta: sestavljene so iz materialov, ki v bistvu izvirajo iz zasegov trgovcev, ki poskušajo nezakonito prodati arheološke predmete, in iz dostav zbirateljev. O teh artefaktih ni natančnih podatkov o njihovem izvoru. Šteje približno 30.000 primerkov in vključuje keramiko, litiko, zlato, baker, žad, školjke, kosti, les in smolo.

Zgodovina
Zgodovinsko zbirko sestavlja več kot 33.000 predmetov, ki odražajo vsakodnevne dejavnosti kostariške družbe, njen umetniški, znanstveni, tehnični in kulturni razvoj. Vključuje nepremičnine (fragmente struktur ali zgradb) in osebno lastnino, kot so osebni, komunikacijski, transportni, rekreacijski, ceremonialni artefakti, pohištvo, dokumenti, orodja in oprema, numizmatika in filatelija.

## Zunanje poivezave
- Spletna stran
- stran na Facebook